# 6 Brygada Artylerii Lekkiej
6 Brygada Artylerii Lekkiej (6 BAL) – związek taktyczny artylerii lekkiej ludowego Wojska Polskiego.

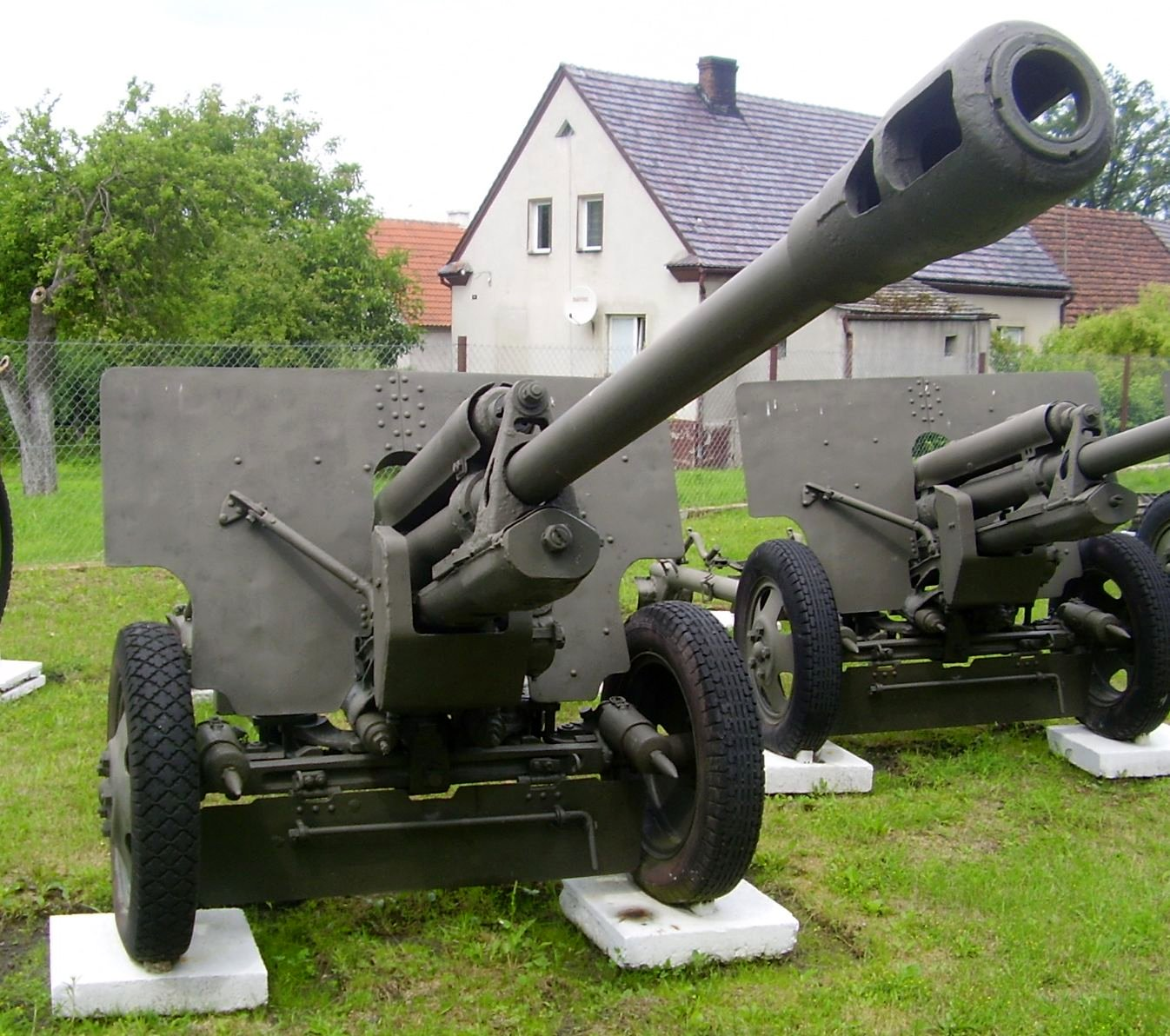
Armata dywizyjna wz. 42 ZIS-3

## Formowanie i zmiany organizacyjne
Brygada sformowana została we wsi Różanka na podstawie rozkazu nr 8 Naczelnego Dowództwa Wojska Polskiego z 20 sierpnia 1944. Wchodziła w skład 2 Łużyckiej Dywizji Artylerii. W grudniu 1944, w Różankach, żołnierze brygady złożyli przysięgę. W marcu 1945 brała udział razem z 1 Brygadą Kawalerii i oddziałami Armii Czerwonej w likwidacji zgrupowania wojsk niemieckich w rejonie Trzebiatowa. We wrześniu 1945, po zakończeniu działań wojennych, brygada została rozformowana, a na jej bazie utworzony 68 pułk artylerii haubic w garnizonie Gniezno.

## Dowództwo brygady
Obsada dowództwa w czasie wojny:
- dowódca brygady – płk Michał Auguriewski
- zastępca do spraw polityczno-wychowawczych:

por. Aleksander Segal
kpt. Józef Broda
- szef sztabu - ppłk Bazyli Koszewienko

## Struktura organizacyjna
- Dowództwo 6 Brygady Artylerii Lekkiej (według etatu nr 08/501 o stanie 75 wojskowych)
- 43 pułk artylerii lekkiej (według etatu nr 08/502 o stanie 660 wojskowych)
- 45 pułk artylerii lekkiej (jak wyżej)
- 48 pułk artylerii lekkiej (jak wyżej)
- park artyleryjski 6 Brygady Artylerii Lekkiej

Wszystkie pułki miały identyczną strukturę organizacyjną:
- 3 x dywizjon artylerii
  - 2 x bateria artylerii armat
  - 1 x bateria artylerii haubic

Stan etatowy przewidywał 2025 żołnierzy, w tym: 246 oficerów, 543 podoficerów i 1236 szeregowców.
Na uzbrojeniu i wyposażeniu brygady znajdowały się:
- 76,2 mm armaty dywizyjne wz. 1942 (ZiS-3) – 72
- rusznice przeciwpancerne – 72
- samochody – 180

## Marsze i działania bojowe
|  |  |  |  |  |